# Ügyfélpanasz
Az ügyfélpanasz vagy reklamáció a kereskedelemben valamilyen probléma feltárására szolgáló megnyilvánulása az ügyfeleknek az illetékesek felé.
Az ügyfélpanasz vagy reklamáció leggyakrabban a gyártó, forgalmazó, szolgáltató, esetenként az illetékes fogyasztóvédelmi szervezetek, felügyeleti szervek felé irányul, tárgya lehet egy adott termékhez vagy szolgáltatáshoz kapcsolódó kifogás vagy követelés, vagy akár az ügyféllel kapcsolatba kerülő személyek szolgálatkészségére, informáltságára, a vállalat elérhetőségére vagy az általa közölt információk elégtelenségére vonatkozó megfigyelés.
A vállalatok általában vásárlóik töredékétől kapnak valamilyen visszajelzést, közte panaszt vagy reklamációt. Mivel a vállalatok sok esetben csak a panaszok, reklamációk alapján tudnak feltárni egyes problémákat (pl. a teljes vásárlási élményről), ezért jó szolgálatot tehetnek a problémák feltárása és azok kezelés terén. A panasz tárgya lehet ebben az esetben:
- maga a termék vagy szolgáltatás
- a termék marketingje
- a vevőkapcsolati munkatársak
- az elosztási csatorna (pl. a termék elérhetősége, sérülés a szállítás közben)

## Ügyfélpanasz
Az ügyfélpanasz fogalma rendkívül rugalmasan alkalmazkodik az iparági, vállalati szokásokhoz. A magyarországi szakirodalomban 2000-ben Arany Ferenc tett először óvatos kísérletet arra, hogy egységes terminológiát teremtsen. Álláspontja szerint az ügyfélpanasz hibák, hiányosságok, tévedések feltárására szolgáló természetes emberi megnyilvánulás, mely megjelenhet szóban, írásban vagy testbeszéd formájában. A panasz címzettje lehet közvetlenül a gyártó, a kereskedő, a szolgáltató, de lehet a felügyeleti szervük, vagy egy fogyasztóvédelmi szervezet is. Panaszt tehet az érintett személy, szervezet, vagy megbízottja, de tehet az esemény bármely tanúja is.

## Panasz és a reklamáció
A reklamáció és az ügyfélpanasz megkülönböztetésének főként minőségbiztosítási szempontból lehet jelentősége.
Minőségbiztosítási szempontból „a panasz valakivel vagy valamivel való elégedetlenség, sérelem, kifogás verbális vagy írásbeli kifejezése”. Külön kiemelve, hogy ezt nem feltétlenül az „elkövető” vagy „mulasztó” vállalathoz címezik, a panasztevő harmadik félhez, így fogyasztóvédő szervezetekhez, hatóságokhoz is fordulhat. Egy ügyben nem csak vevők, hanem egyéb érdekeltek, különféle társadalmi csoportok is tehetnek panaszt.
A reklamációt szűkebben értelmezi: „a reklamáció, valamilyen termékre, szolgáltatásra, ügyintézésre vonatkozó intézkedést, helyesbítést, orvoslást kérő, vagy követelő felszólamlás”. Tehát ezek szerint a reklamáció a panaszok olyan részcsoportja, amelyhez a vásárlási szakasz után, a termékhez, szolgáltatására vonatkozó kifogáshoz, jogi úton is érvényesíthető követelés kapcsolódik. Amíg a reklamáció kizárólag a vállalat által gyártott, eladott termékre, vagy nyújtott szolgáltatásra vonatkozik, addig a panasz ezen felül érintheti a vevővel kapcsolatba kerülő személyzet segítőkészségét, hozzáértését, vagy akár a cég elérhetőségét is.
Ez a megközelítés, a mindennapi életben és különösen a panaszkezelés során Arany Ferenc álláspontja szerint nem más, mint egy fogalom elaprózása, amely nem visz előre és nem segíti a panasz- vagy reklamációkezelés színvonalának fejlesztését, sőt éppen a panaszcsökkentő stratégia kialakulását idézi elő.
A mindennapi gyakorlatban a panaszok (reklamációk) nem ritkán komplex tartalmúak, a két fogalom elválasztása esetén megoldásuk módszertana, folyamatai, felelősei is elválhatnak, ez pedig tovább növelheti az ügyintézés időtartamát, akár újabb panaszokat is szülhet. Amikor egy cég ügyfele nem teljesen elégedett, vagy – mivel a panaszok súlya eltérő lehet – teljes mértékben elégedetlen annak bármely termékével, szolgáltatásával, munkatársával, alvállalkozójával stb., és ezt hajlandó is közölni a vállalattal, akkor nem helyes, ha – a feltárt hibák kijavítása helyett – megkísérlik az információk egy részét (amit nem neveznek panasznak) más kategóriákba besorolni.